# Fucoxanthine
La fucoxanthine est un pigment xanthophylle de la famille des caroténoïdes. Il donne leur couleur brune à de nombreuses algues. Elle est notamment contenue dans le wakame, algue utilisée dans la cuisine japonaise. La caractéristique principale de ces pigments est leur faculté à absorber les longueurs d'onde sur l'intervalle 500-560 nm, couvrant la plage de couleur bleu-vert sur le spectre de la lumière visible.

## Description
La fucoxanthine compose l'antenne collectrice de ces algues et joue un rôle essentiel dans le phénomène de conversion de l'énergie solaire en énergie chimique.

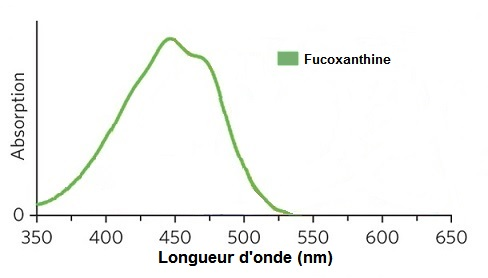
Spectre d'absorption de la fucoxanthine

## Applications
La fucoxanthine est à l'étude à des fins médicales à plusieurs niveaux :
- Elle serait un atout majeur dans la lutte contre l'obésité au travers de ses aptitudes de "brûle-graisse" qui ont pu être mises en évidence sur des expérimentations sur des rats[2].
- Elle aurait tendance à réduire le taux de glucose du sang, et aurait un impact sur le taux d'insuline[2].
- Elle serait, de plus, très prometteuse dans le domaine de la lutte contre le cancer du côlon[3].

Ces multi-fonctionnalités sont très prometteuses et ouvrent la voie à de larges applications de ce pigment en matière de médecine préventive.